# Ida Rubinstein

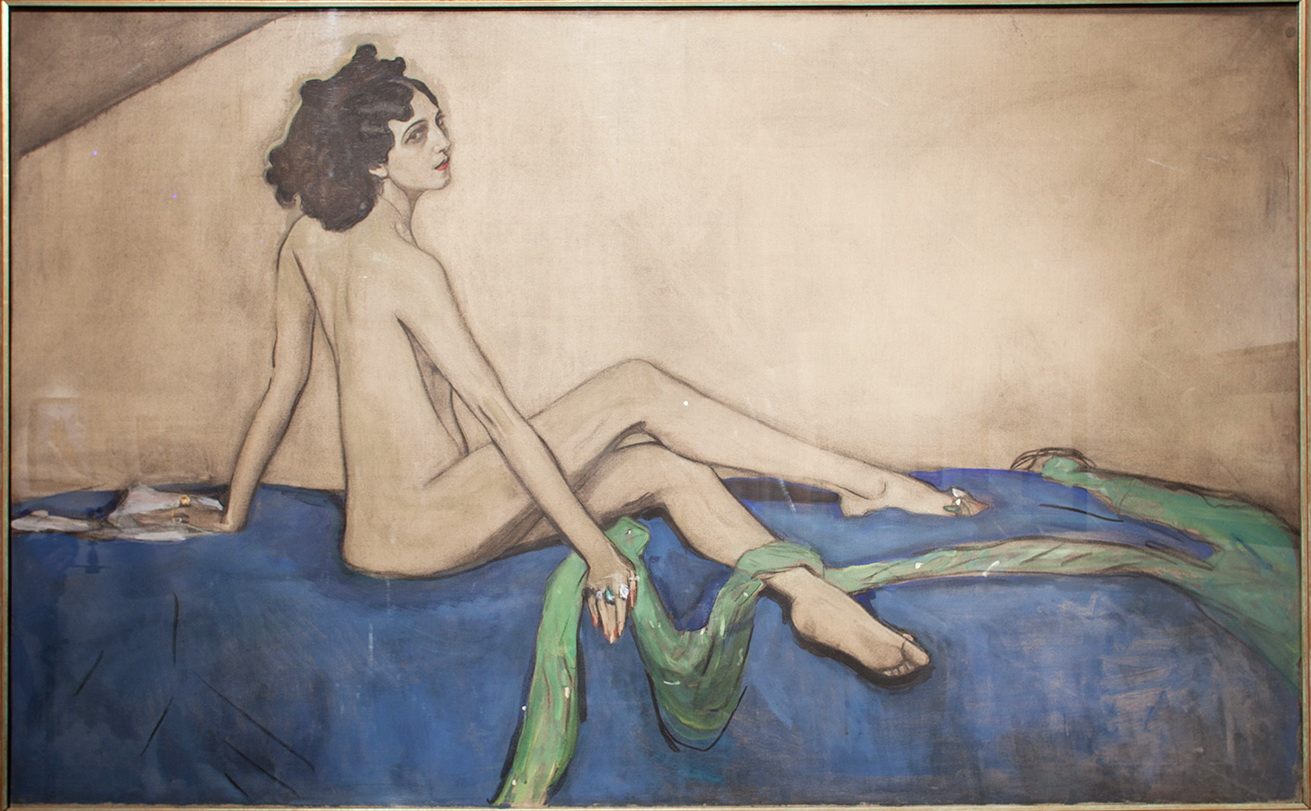
Valentin Serov, retrat d'Ida com Salome, 1910.

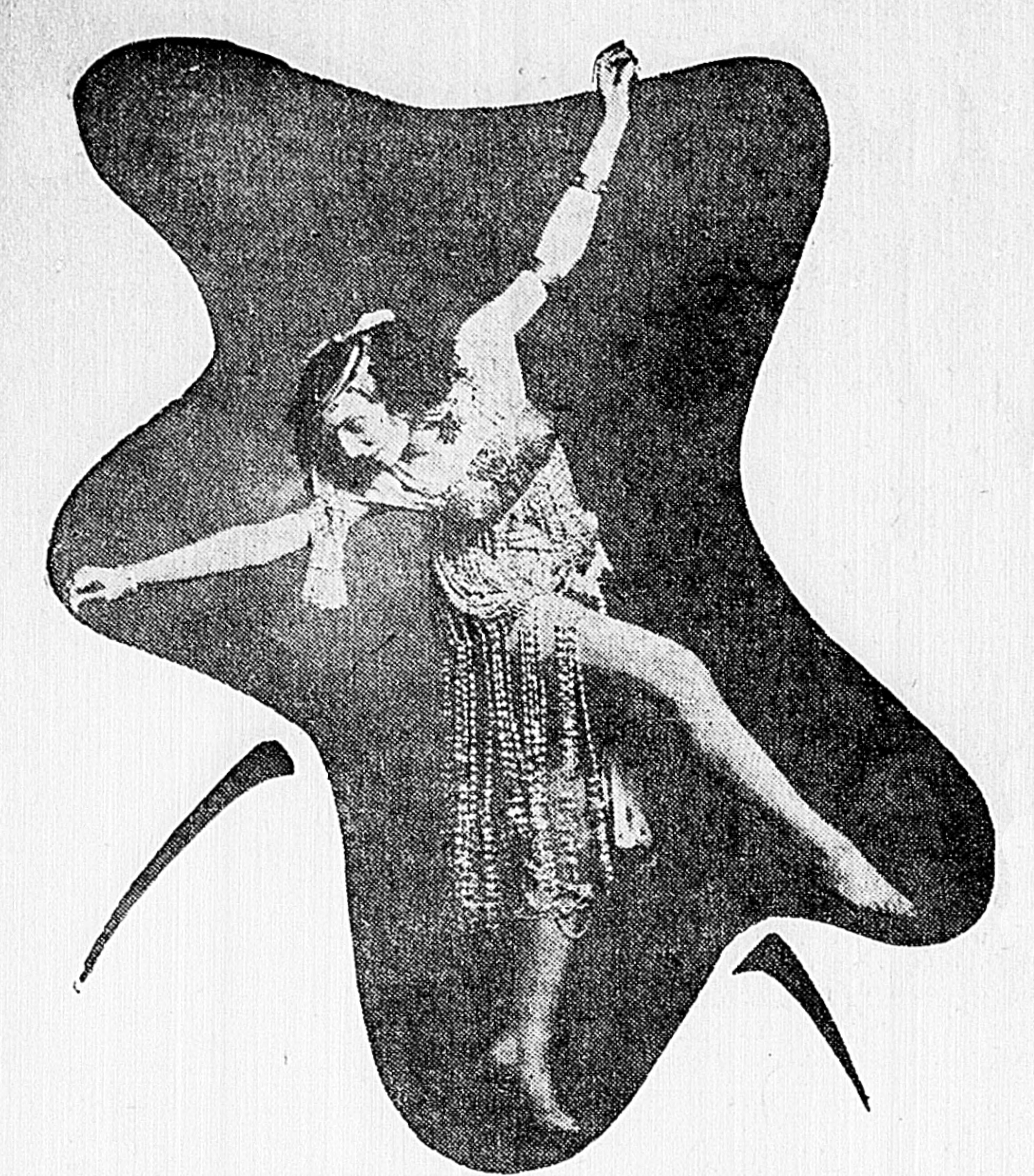
Ida Rubinstein ballant, 1911.

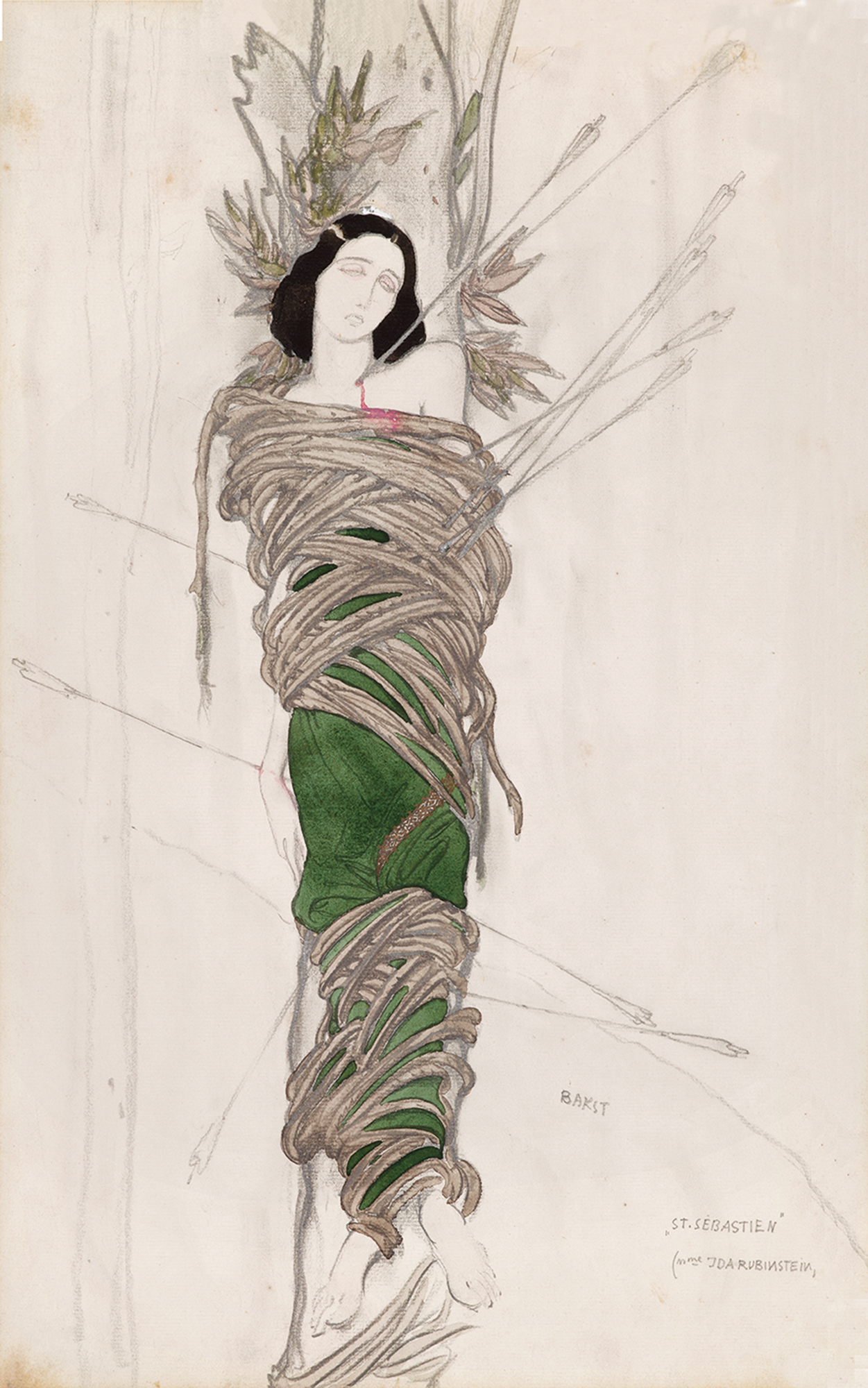
Vestit dissenyat per Léon Bakst per a Ida com Sant Sebastià

Ida Lvovna Rubinstein (rus: Ида Львовна Рубинштейн; (1885 - 1960) va ser una actriu, ballarina i personatge de la Belle Époque.

## Biografia
Nasqué a Khàrkiv, Ucraïna, o potser a Sant Petersburg dins una família jueva acabalada, Rubinstein va quedar aviat òrfena i va anar a viure amb la seva tia Madame Horowitz.
El ballarí Mikhail Fokine va ser el seu tutor, malgrat que no va rebre el rigorós aprenentatge dels ballarins russos d'aquella època. Va debutar l'any 1908 en una representació privada de l'obra d'Oscar Wilde Salomé on quedava nua durant la Dansa dels Set Vels.
Sergei Diaghilev la va contractar pels Ballets Russos i va actuar en les obres Cléopâtre (1909) i de Zobéide a la Shéhérazade (1910). En les dues, la coreografia era de Fokine i el disseny de Léon Bakst. La seva parella a Scheherazade va ser el gran Nijinsky. Rubinstein va deixar els Ballets Russos el 1911. Va ser retratada per Valentin Serov el 1910. L'escultor Art Deco Demetre Chiparus va fer una figureta de Rubinstein. També la va pintar Antonio de la Gandara.
Era bisexual, el 1911 Rubinstein va estar tres anys lligada a la pintora Romaine Brooks.
Rubinstein, després de deixar els ballets Russos, formà la seva pròpia companyia de dansa, utilitzant la seva abundosa herència. El 1911 va actuar en Le Martyre de Saint Sebastien. L'equip creatiu era Fokine (coreografia); Bakst (disseny); Gabriele d'Annunzio (text) i música de Debussy. Això va ser tant un triomf del modernisme com un escàndol. L'arquebisbe de París prohibí als catòlics assistir-hi tant perquè Sant Sebastià era interpretat per una dona com perquè a més era una jueva.
Després de la Segona Guerra Mundial, Rubinstein aparegué en nombroses obres, entre elles el Bolero de Maurice Ravel de 1928.
El 1934 va rebre la Légion d'honneur. El 1935 va rebre la ciutadania francesa honorària. L'any 1936 es convertí al catolicisme.
El 1940, durant la invasió de França pels nazis, es traslladà a Anglaterra via Algèria i Marroc. Allà va ajudar els soldats ferits francesos. El seu amant, Walter Guinness li va donar suport fins que ell va ser assassinat pel grup Stern Gang a finals de 1944. Va tornar a França, a Les Olivades a Vence, on morí.

## Imatges i pintures
- Antonio de la Gandara's Ida Rubinstein (1913) on jssgallery.org
- Paintings by Romaine Brooks
  - La Venus triste
  - Ida Rubinstein (1917)
- Photographs of Ida Rubinstein at theatre.msu.edu